# Pirro Vaso
Pirro Vaso (Tirana, 25 agosto 1948) è un architetto albanese.

## Biografia
È nato il 25 agosto 1948 a Tirana, nell'allora Repubblica Popolare Socialista d'Albania. Ha studiato architettura presso l'Università Statale di Tirana, laureandosi nel 1971.
Dopo la laurea è entrato all'Istituto statale di progettazione e design, progettando diversi edifici tra cui i maggiori sono stati la sede del Museo Scanderbeg presso il castello di Kruja (insieme a Pranvera Hoxha) e la Piramide di Tirana (insieme a Klement Kolaneci, Pranvera Hoxha e Vladimir Bregu); per entrambi i progetti vinse il Premio della Repubblica nel 1984 e nel 1989. Nel 1991 iniziò a lavorare presso il Ministero dei lavori pubblici, della pianificazione del territorio e del turismo come consigliere del Ministro per architettura e urbanistica nonché direttore del Dipartimento per lo sviluppo del turismo mentre dopo il 1997, in seguito alla crisi socio-politica albanese, si trasferì in Georgia, negli Stati Uniti d'America.
Nel 2015 è tornato in Albania, insegnando architettura all'Università Epoka di Tirana. Nel 2016 ha presentato al Ministero della cultura una proposta, insieme a Dritan Hyska e Romeo Kodra, per la rappresentazione dell'Albania alla Mostra internazionale di architettura di Venezia.